# Karatschai-balkarische Sprache
Die karatschai-balkarische Sprache (Eigenbezeichnung: къарачай-малкъар тил qaratschaj-malqar til) ist eine westtürkische Sprache der pontisch-kaspischen Untergruppe. Die Kurzbezeichnung ist Karatschai-Balkarisch.
Karatschai-Balkarisch zerfällt dialektal in zwei Haupt-Dialektgruppen und fünf Dialekte, wobei die schriftsprachlichen Varianten Karatschaisch und Balkarisch aus derselben Dialektgruppe gebildet wurden. Die sprachlichen Unterschiede zwischen beiden Varianten der Schriftsprache sind minimal, sodass die Turkvölker der Karatschaier und Balkaren sie teilweise als einheitliche Sprache ansehen. Dennoch werden sie mitunter in der Klassifikation der Turksprachen als Einzelsprachen gewertet (siehe auch Klassifikationsmöglichkeiten).

## Sprachbezeichnungen
Vom 17. Jahrhundert bis in die 1920er Jahre wurde das Karatschai-Balkarische (fälschlich) als Tatarisch oder differenzierter als Bergtatarisch bezeichnet. Die damaligen Eigenbezeichnungen der Sprache waren Tuvh til bzw. Tuvh tili, was man mit ‚Gebirgssprache‘ (Tuvh ‚Berg‘; vergleiche auch türkisch Dağ) übersetzen kann.

## Hauptverbreitung
Karatschai-Balkarisch ist heute eine Schriftsprache von rund 250.000 Menschen.
Hauptverbreitungsgebiet der Sprache sind die heutigen Republiken Karatschai-Tscherkessien und Kabardino-Balkarien im südlichen Russland an der georgischen Grenze nordöstlich des Schwarzen Meeres. Ab 1944 waren die Sprecher des Karatschai-Balkarischen nach Zentralasien deportiert worden; 1957 konnten sie unter Auflagen wieder in ihre alten Siedlungsgebiete zurückkehren.
Bei der letzten offiziellen Volkszählung der Sowjetunion (1989) gaben 151.000 oder 98 % der Karatschaier ihre Variante der Sprache, das „Karatschaische“ als Muttersprache an. Von den benachbarten Balkaren gaben 79.702 Balkaren an, „Balkarisch“ als Muttersprache zu haben.
10.000 Karatschaier und eine unbekannte Zahl von Balkaren leben heute in der Türkei (Eskişehir) und 4.000 in den USA (New Jersey).

## Klassifizierung
Je nach Gesamt-Klassifikation der Turksprachen wird auch Karatschai-Balkarisch verschieden klassifiziert. 
Das Fischer Lexikon Sprachen (1987) listet diese Sprache wie folgt ein:
- Turksprachen

- westlicher Zweig

- kiptschakische Gruppe

- kiptschakisch-oghusische Gruppe

- Karatschaisch
- Balkarisch

Dagegen wird diese Sprache im Metzler Lexikon Sprache (1993) wie nachstehend klassifiziert:
- Turksprachen

- Westtürkisch (Kiptschakisch)

- Pontisch-Kaspisch (Kiptschak-Oghusisch)

- Karatschaisch
- Balkarisch

Eine Klassifikation nach der aktuellen Literatur wird im Artikel Turksprachen aufgeführt.

## Alphabete
Die turksprachigen Völker der Region verwendeten im Mittelalter ein osttürkisches Idiom, das Tschagataiische, als Schriftsprache, das mit dem persisch-arabischen Alphabet geschrieben wurde. Ab dem 17. und 18. Jahrhundert wurde das Tschagatai durch das „Tatarische“ abgelöst, das aber ebenfalls mit dem arabischen Alphabet geschrieben wurde. Dieses „Tatarische“ wurde vor allem aus zwei Turksprachen gebildet, die damals in der Kaukasusregion neben dem Arabischen eine Art „Lingua franca“ bildeten: das Kumykische und Aserbaidschanische. Daneben hatte aber auch das Persische im 17. und 18. Jahrhundert einen großen Einfluss auf die Sprache, da es als „Sprache der hohen Poesie“ im Kaukasus weit verbreitet war und dessen Einfluss erst mit den russischen Eroberungen des 19. Jahrhunderts zu Gunsten des Russischen erlosch.
Eigenständige Schriftsprache wurde Karatschai-Balkarisch erst im Jahr 1924, als das arabische Alphabet durch ein „Latein-Alphabet“ abgelöst und eine eigenständige Grammatik und Rechtschreibung nach dem Vorbild des Aserbaidschanischen eingeführt wurde (siehe auch nachfolgende Tabelle.).
| A a | B в | C c | Ç ç | D d | E e | F f | G g |
| Ƣ ƣ | I i | J j | K k | Q q | L l | M m | N n |
| Ꞑ ꞑ | O o | Ө ө | P p | R r | S s | Ş ş | T t |
| Ь ь | U u | V v | Y y | X x | Z z | Ƶ ƶ |     |

Seit 1936 musste Karatschai-Balkarisch, nach der Einführung des von Moskau verordneten obligatorischen Russisch-Unterrichts, mit einem modifizierten kyrillischen Alphabet geschrieben werden (siehe nachfolgende Tabelle).
| А а | Б б | В в   | Г г | Гъ гъ | Д д | Дж дж | Е е |
| Ё ё | Ж ж | З з   | И и | Й й   | К к | Къ къ | Л л |
| М м | Н н | Нг нг | О о | П п   | Р р | С с   | Т т |
| У у | Ф ф | Х х   | Ц ц | Ч ч   | Ш ш | Щ щ   | ъ   |
| Ы ы | ь   | Э э   | Ю ю | Я я   |     |       |     |

1961 stellten Mitarbeiter des Kabardino-Balkarian Scientific Research Institute, U. B. Aliev, A. Yu Boziev und A. Kh. Sottayev, eine neue Version des Karachay-Balkarischen Alphabets zusammen.  Am 20. Mai 1961 wurde dieses Projekt von den Behörden der Autonomen Sozialistischen Sowjetrepublik Kabardino-Balkarien und am 21. Juni von den Behörden der Autonomen Region Karatschai-Tscherkess genehmigt.  Die neue Version der Schrift enthielt alle Buchstaben des russischen Alphabets und die Zeichen Ғ ғ, Җ җ, Қ қ, Ң ң, Ө ө, Ў ў, Ү ү.
Diese Version des Alphabets wurde jedoch bereits 1964 annulliert, und die Schrift der Karatschai-Balkaren erhielt ihr heutiges Aussehen.
Mit dem beginnenden Zerfall der Sowjetunion forderten pantürkische Kreise der Karatschaier und Balkaren ab 1988 die Wiedereinführung der arabischen Schrift. Diese wurde sogar von den Regionalbehörden kurzfristig zugelassen. Doch bereits 1989 wurde die Schrift wieder auf das Kyrillische umgestellt.
Nach einem Turkgipfel in Ankara, der im Oktober 1990 stattfand, forderten auch die Karatschaier und Balkaren die erneute Einführung eines lateinisch-basierten Alphabetes. Sie konnten die Forderung damit begründen, dass ihre Schriftsprache ihre eigenständigen Wurzeln in den türkischen Lateinalphabeten der 1920er Jahre hatte. Zwischen den Jahren 1991 und 1995 wurde inoffiziell mit verschiedenen Lateinalphabeten gearbeitet, die sich aber in der Region nicht durchsetzen konnten. So gingen die Karatschaier und Balkaren wieder zur kyrillischen Schreibung über.
Von einer erneuten Latinisierung des Karatschai-Balkarischen ist man inzwischen abgekommen. Nur militante Kreise der Karatschaier und Balkaren benutzen das moderne türkische Alphabet auf ihren Internetseiten, um dort einen neuen Panturkismus zu propagieren.
Im August 2012 beschloss die Orthographische Kommission für die Vereinheitlichung der Karatschai-Balkarischen Schriftsprache, die Digraphen дж, къ, нг, гъ durch җ, қ, ң, ғ zu ersetzen und außerdem den Buchstaben ў in das Alphabet einzuführen, um einen kurzen Halbvokal zu bezeichnen [ў]. Etwas später entschied man sich auch, die Buchstaben ө und ү zu ergänzen, und zum reformierten Alphabet von 1961 zurückzukehren. Diese Beschlüsse wurden allerdings nie umgesetzt.

## Zuordnungstabelle der verschiedenen Alphabete
| Arabisch (1920–1924) | Lateinisch (1924–1938) | Lateinisch (1994, das Projekt) | Kyrillisch (1961–1964) | Kyrillisch (1937–1961, seit 1964) |
| -------------------- | ---------------------- | ------------------------------ | ---------------------- | --------------------------------- |
| ا                    | A a                    | A a                            | А а                    | А а                               |
| ب                    | B в                    | B b                            | Б б                    | Б б                               |
| و                    | V v                    | V v                            | В в                    | В в                               |
| گ                    | G g                    | G g                            | Г г                    | Г г                               |
| غ                    | Ƣ ƣ                    | Ğ ğ                            | Ғ ғ                    | Гъ гъ                             |
| د                    | D d                    | D d                            | Д д                    | Д д                               |
| ە                    | E e                    | E e                            | Е е                    | Е е                               |
| ۆ                    | Ө ө                    | Ö ö, Yo yo                     | Ө ө, Ё ё               | Ё ё                               |
| ژ                    | Ƶ ƶ                    | J j                            | Ж ж                    | Ж ж                               |
| ج                    | Ç ç                    | C c                            | Җ җ                    | Дж дж (Ж ж)                       |
| ز                    | Z z                    | Z z                            | З з                    | З з                               |
| ي                    | I i                    | İ i                            | И и                    | И и                               |
| ي                    | J j                    | Y y                            | Й й                    | Й й                               |
| ك, ک                 | K k                    | K k                            | К к                    | К к                               |
| ق                    | Q q                    | Q q                            | Қ қ                    | Къ къ                             |
| ل                    | L l                    | L l                            | Л л                    | Л л                               |
| م                    | M m                    | M m                            | М м                    | М м                               |
| ن                    | N n                    | N n                            | Н н                    | Н н                               |
| ڭ, ݣ                 | Ꞑ ꞑ                    | Ng ng                          | Ң ң                    | Нг нг (Нъ нъ)                     |
| وٓ                    | O o                    | O o                            | О о                    | О о                               |
| پ                    | P p                    | P p                            | П п                    | П п                               |
| ر                    | R r                    | R r                            | Р р                    | Р р                               |
| س                    | S s                    | S s                            | С с                    | С с                               |
| ت                    | T t                    | T t                            | Т т                    | Т т                               |
| و                    | U u                    | U u                            | У у                    | У у                               |
| و                    | W w                    | W w                            | Ў ў                    | У у (Ў ў, У́ у́)                    |
| ف                    | F f                    | F f                            | Ф ф                    | Ф ф                               |
| خ                    | X x                    | X x                            | Х х                    | Х х                               |
| ح                    | H h                    | H h                            | Һ һ                    | -                                 |
| —                    | S̷ s̷                    | Ts ts                          | Ц ц                    | Ц ц                               |
| چ                    | C c                    | Ç ç                            | Ч ч                    | Ч ч                               |
| ش                    | Ş ş                    | Ş ş                            | Ш ш                    | Ш ш                               |
| —                    | —                      | Ş ş                            | Щ щ                    | Щ щ                               |
| —                    | —                      | '                              | ъ                      | ъ                                 |
| ىٕ                    |                        | I ı                            | Ы ы                    | Ы ы                               |
| —                    | —                      | '                              | ь                      | ь                                 |
| ئە, اە               | E e                    | E e                            | Э э                    | Э э                               |
| ۉ                    | Y y                    | Ü ü, Yu yu                     | Ү ү, Ю ю               | Ю ю                               |
| -                    | -                      | Ya ya                          | Я я                    | Я я                               |

## Dialekte und Literatursprache
Karatschai-Balkarisch hat fünf Dialekte:
1. den Karatschai-Dialekt, bis 19. Jahrhundert nur am oberen Kuban, danach durch Ansiedlungen in größeren Teilen Karatschai-Tscherkessiens verbreitet und Dialekt praktisch aller Karatschaier,
2. den Baksan-Dialekt am oberen Baksan im Südwesten Kabardino-Balkariens,
3. den Tschegem-Dialekt weiter östlich am oberen Tschegem,
4. den Chulam-Besengi-Dialekt, benannt nach zwei historischen Stammesverbänden, beide östlich des vorher genannten Dialekts am oberen Tscherek-Chulamski,
5. den Malqar-Dialekt oder balkarischen Dialekt am oberen Tscherek-Balkarski im Südosten Kabardino-Balkariens. Bis ins 20. Jahrhundert wurden als „Balkaren“, Selbstbezeichnung Malqar, nur die Angehörigen dieses Stammes bezeichnet, erst danach unter der gleichnamigen Nationalität der Balkaren auch die historischen Stämme der Urusbi (am Baksan), der Tschegem, der Chulam und der Besengi mit einbezogen.

Nach den regelmäßigen phonetischen Lautverschiebungen der Aussprache der Affrikate tsch und dsch werden sie in der Turkologie in zwei Dialekt-Gruppen und fünf Dialekte klassifiziert.
Die Hauptdialekt-Gruppen unterscheiden sich in der Aussprache des ersten Lautes als tsch (kyrillische Schreibung: ч, IPA: tʃ) oder als z (kyrill.: ц, IPA: ts) in die Tsch-Dialekte oder tschokaischen Dialekte (russisch чокающий) und die Z-Dialekte oder zokaischen Dialekte (russisch цокающий). Beispielsweise wird das karatschai-balkarische Wort für Haar in den tschokaischen Dialekten „tschotsch“ (чоч), zokaisch dagegen „zoz“ (цоц) ausgesprochen. Tschokaische Dialekte sind Karatschai, Baksan und Tschegem, zokaische Dialekte sind Chulam-Besengi und Malqar.
Die fünf erwähnten Dialekte werden in der Aussprache des dsch als dsch (kyrill. дж, IPA: dʒ), als dsch'  (dsch mit folgendem Stimmabsatz, kyrill. дж', IPA: dʒʔ), als stimmhaftes sch (im Deutschen selten, wie der erste Laut in franz. „journal“, kyrill. ж, IPA: ʒ) und als stimmhaftes s (im Deutschen oft am Wortanfang, kyrill. з, IPA: z) weiter klassifiziert in: dschokaisch (russisch джокающий), dsch'okaisch (russisch дж'окающий), schokaisch (russisch жокающий) und sokaisch (russisch зокающий). Beispielsweise wird das Wort für „Weg“ dschokaisch dschol (джол), dsch'okaisch dsch'ol (дж'ол), schokaisch schol (жол) und sokaisch sol (зол) ausgesprochen. Nach dieser verbreiteten Klassifikation wird der Karatschai-Dialekt auch als Tschokaisch-dschokaischer Dialekt, der Baksan-Dialekt als Tschokaisch-dsch'okaischer Dialekt, der Tschegem-Dialekt als Tschokaisch-schokaischer Dialekt, der Chulam-Besengi-Dialekt als Zokaisch-gemischt schokaischer oder sokaischer Dialekt und der Malqar-Dialekt als Zokaisch-sokaischer Dialekt bezeichnet.
Die Literatursprache des Karatschai-Balkarischen wurde in den 1920er Jahren auf gemeinsamer Basis der tschokaischen Dialekte Karatschai-Baksan-Tschegem entwickelt, die untereinander geringe Unterschiede aufweisen und literatursprachlich noch soweit vereinheitlicht sind, dass die Schriftsprachen der Nationalitäten der Karatschaier (auf Basis des Karatschai-Dialekts) und Balkaren (auf Basis des Baksan- und Tschegem-Dialekts) sich nur in einigen phonetischen und stilistischen Details unterscheiden (neben den erwähnten Unterschieden in der Aussprache des dsch wird z. B. das karatschaische k in der balkarischen Variante der Hochsprache oft als g gesprochen und geschrieben), gegenseitig aber vollständig verständlich sind und deshalb als einheitliche plurizentrische Hochsprache gelten.
Demgegenüber bestehen besonders zwischen den Hauptdialekten, den Tsch-Dialekten/tschokaischen Dialekten und Z-Dialekten/zokaischen Dialekten, die nicht zur Basis der Literatursprache wurden, weitere phonetischen Unterschiede. So wird beispielsweise tschokaisch b > zokaisch f und das tschokaisch „harte“ q (kyrill. къ) > zokaisch das „harte“ ch (kyrill. хъ, IPA: ⁠χ), z. B. tschokaisch tschebgen (чебген) > zokaisch  zefchen (цефхен) (= dt.: „Kleidung“) und  tschok. tschybtschiq (чыбчикъ) > zok. zyfzych (цыфцыхъ) (= dt.: „Spatz“). Neben den phonetischen Lautverschiebungen haben die zokaischen Dialekte Malqar und Chulam-Besengi auch Unterschiede des Wortschatzes, darunter mehr Lehnwörter aus dem benachbarten Ossetischen und einige grammatische Unterschiede.